# 耿绍纪
耿绍纪，辽朝官员，祖籍易州，耿崇美的儿子。
耿绍纪美姿容，有机谋。官至左武卫上将军、涿州刺史、昭义军节度使、检校太傅，赠太尉、左羽林统军。其妻是燕京留守、尚父、秦王韩匡嗣的小女儿，赠陈国太夫人，就是韩德让的姐姐。耿绍纪的儿子为耿延毅。